# Natação nos Jogos Olímpicos de Verão de 2012 - 10 km masculino

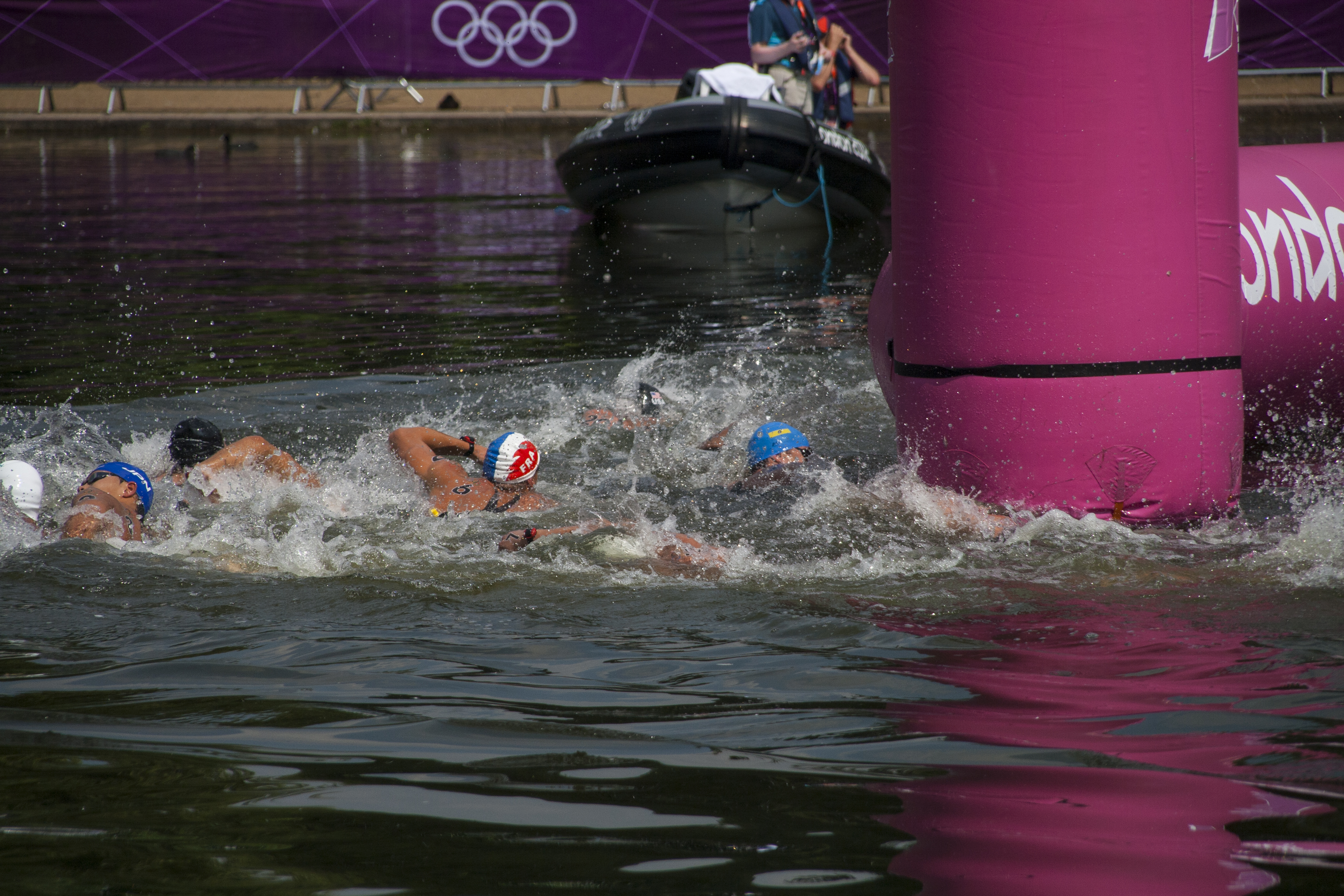
Nadadores durante a disputa dos 10 km no Lago Serpentine.

A competição dos 10 quilômetros masculino de maratona aquática integrou o programa da natação nos Jogos Olímpicos de Verão de 2012 e foi disputada no dia 10 de agosto no Lago Serpentine em Hyde Park.

## Medalhistas
| Ouro   | TUN Oussama Mellouli   |
| Prata  | GER Thomas Lurz        |
| Bronze | CAN Richard Weinberger |

## Calendário
Horário local (UTC+1)
| Dia          | Horário | Fase  |
| ------------ | ------- | ----- |
| 10 de agosto | 12:00   | Final |

## Resultados
| Pos.              | Nadador             | CON                | Tempo     | Tempo atrás | Notas |
| ----------------- | ------------------- | ------------------ | --------- | ----------- | ----- |
| Medalha de ouro   | Oussama Mellouli    | TUN Tunísia        | 1:49:55.1 |             |       |
| Medalha de prata  | Thomas Lurz         | GER Alemanha       | 1:49:58.5 | +3.4        |       |
| Medalha de bronze | Richard Weinberger  | CAN Canadá         | 1:50:00.3 | +5.2        |       |
| 4                 | Spyridon Gianniotis | GRE Grécia         | 1:50:05.3 | +10.2       |       |
| 5                 | Daniel Fogg         | GBR Grã-Bretanha   | 1:50:37.3 | +42.2       |       |
| 6                 | Sergey Bolshakov    | RUS Rússia         | 1:50:40.1 | +45.0       |       |
| 7                 | Vladimir Dyatchin   | RUS Rússia         | 1:50:42.8 | +47.7       |       |
| 8                 | Andreas Waschburger | GER Alemanha       | 1:50:44.4 | +49.3       | Y     |
| 9                 | Petar Stoychev      | BUL Bulgária       | 1:50:46.2 | +51.1       |       |
| 10                | Alex Meyer          | USA Estados Unidos | 1:50:48.2 | +53.1       |       |
| 11                | Julien Sauvage      | FRA França         | 1:50:51.3 | +56.2       |       |
| 12                | Troyden Prinsloo    | RSA África do Sul  | 1:50:52.9 | +57.8       | Y     |
| 13                | Erwin Maldonado     | VEN Venezuela      | 1:50:52.9 | +57.8       |       |
| 14                | Ihor Chervynskyi    | UKR Ucrânia        | 1:50:56.9 | +1:01.8     |       |
| 15                | Yasunari Hirai      | JPN Japão          | 1:51:20.1 | +1:25.0     | Y     |
| 16                | Brian Ryckeman      | BEL Bélgica        | 1:51:27.1 | +1:32.0     |       |
| 17                | Valerio Cleri       | ITA Itália         | 1:51:29.5 | +1:34.4     |       |
| 18                | Csaba Gercsák       | HUN Hungria        | 1:51:30.9 | +1:35.8     |       |
| 19                | Arseniy Lavrentyev  | POR Portugal       | 1:51:37.2 | +1:42.1     |       |
| 20                | Ky Hurst            | AUS Austrália      | 1:51:41.3 | +1:46.2     |       |
| 21                | Iván Enderica Ochoa | ECU Equador        | 1:52:28.6 | +2:33.5     |       |
| 22                | Yuri Kudinov        | KAZ Cazaquistão    | 1:52:59.0 | +3:03.9     |       |
| 23                | Francisco Hervás    | ESP Espanha        | 1:53:27.8 | +3:32.7     |       |
| 24                | Mazen Metwaly       | EGY Egito          | 1:54:33.2 | +4:38.1     | Y     |
| 25                | Benjamin Schulte    | GUM Guam           | 2:03:35.1 | +13:40.0    |       |

Legenda
| Recorde mundial      | Recorde mundial (World record)               |                       | Recorde africano                      | Recorde africano (African) |                                           | Q | Classificado por posição (Qualified) |
| Recorde olímpico     | Recorde olímpico (Olympic record)            | Recorde da América    | Recorde da América (Americas)         | q                          | Classificado por melhor tempo (Qualified) |   |                                      |
| Melhor marca do ano  | Melhor marca do ano (World leading)          | Recorde asiático      | Recorde asiático (Asian)              | DNS                        | Não largou (Did not start)                |   |                                      |
| Recorde nacional     | Recorde nacional (National record)           | Recorde europeu       | Recorde europeu (European)            | DNF                        | Não terminou (Did not finish)             |   |                                      |
| Recorde pessoal      | Recorde pessoal do atleta (Personal best)    | Recorde da Oceania    | Recorde da Oceania (Oceania)          | DSQ / DQ                   | Desclassificado (Disqualified)            |   |                                      |
| Recorde da temporada | Recorde da temporada do atleta (Season best) | Recorde sul-americano | Recorde sul-americano (South America) | NM                         | Sem marca (No mark)                       |   |                                      |